# Александар Стевановић
Александар Стевановић (Суботица, 1986) српски је политичар и градоначелник Панчева.

## Биографија
Рођен је 1986. године у Суботици. Завршио је основну школу „Мирослав Мика Антић” Панчево и гимназију „Урош Предић”. Дипломирао је на Факултету за градитељски менаџмент Универзитета „Унион” у Београду.
Радну каријеру је започео у породичном предузећу 2010. године на административним пословима, а наставио ју је на пословима управљања, где је остао до 2016. Од тада је неколико месеци био директор ЈКП „Хигијена”, а од маја 2016. до септембра 2017. је био члан Градског већа задужен за ресор стамбено–комуналних послова и саобраћаја. Потом је именован за директора ЈКП-а „Хигијена”.
Од 2020. године је градоначелник Града Панчева. У току два мандата је постигао значајне резултате, допринео је напредку и унапређењу насељених места, побољшању услова живота становника, отварању нових објеката, изградњи Тренг центра за преквалификацију у оквиру Машинске школе „Панчево”, бројних вртића на територији Панчева, хотела Тамиш, нових спортско–рекреативних терена, дечјих игралишта, бициклистичко–пешачких стаза, скејт парка и зелених површина, проширењу индустријске зоне, реконструкцији Тамишког кеја, Зелене пијаце и Завода за јавно здравље Панчево, асфалтирању више од сто улица у граду и још доста тога.
Говори енглески језик. Члан је Српске напредне странке од 2013. Отац је једног детета.